# Хайнцель, Векослав
Векослав Хайнцель (хорв. Vjekoslav Heinzel; 21 августа 1871 — 1 марта 1934) — хорватский политический деятель, мэр Загреба с 1920 по 1928 год. Его пребывание на посту градоначальника сопровождалось реализацией масштабных проектов по развитию города, способствовавших его значительному расширению.

## Биография
Алоис Хайнцель родился в Загребе в семье предпринимателей. Он учился на архитектора в Граце и Штутгарте, получив высшее образование в этой области в 1893 году. Получив в 1896 году право на работу в качестве индивидуального архитектора, Хайнцель стал автором проектов множества зданий в Загребе. В 1906 году он сменил своё имя Алоиз на Векослава. В 1910 году Хайнцель был избран депутатом городского совета, а в 1912 году он возглавил местную торгово-ремесленную палату. В том же году Хайнцель прекратил свою профессиональную деятельность и некоторое время путешествовал по Европе, после чего вернулся в Загреб, где во время Первой мировой войны занялся организацией продовольственного снабжения города.
Хайнцель наряду с Фердинандом Будицки был одним из первых автомобилистов в Загребе, а в 1906 году вошёл в число основателей Хорватского автомобильного клуба. Он участвовал во множестве первых в Хорватии автомобильных гонок, в том числе в 1912 году выиграв первую гонку чемпионата Королевства Хорватия и Славония.
В 1920 году, в период существования Королевства Сербов, Хорватов и Словенцев, Хайнцель впервые был избран мэром Загреба, оставаясь на этом посту до августа 1921 года, когда городская администрация была временно распущена. В 1922 году он вновь был избран мэром Загреба от коалиции Хорватский блок. В 1926 и 1927 годах Хайнцель находился в конфликте с Партией права и Хорватской крестьянской партией, но несмотря на это сумел переизбраться на последующих выборах. Его администрация занималась застройкой больших участков нынешних загребских районов Пешченица, Трне, Трешневка, Максимир и других. К заслугам Хайнцеля относится и строительство и расширение множества городских больниц, создание рынка Долац и реконструкцию Лашчинской дороги (впоследствии известной как Саймишна, а ныне как проспект Векослава Хайнцеля), важной городской улицы, идущей с севера на юг в восточной части Загреба, начинающейся у площади Эугена Кватерника и разделяющей районы Трне и Пешченица.
15 июня 1926 года, во время пребывания Хайнцеля на посту мэра Загреба, город обзавёлся своим первым радиопередатчиком мощностью 0,35 кВт. 1 апреля того же года в Загребе была установлена первая автоматическая телефонная станция, рассчитанная на 7000 телефонных абонентов.
Однако деятельность Хайнцеля дорого обошлась Загребу, которому пришлось взять ссуду в размере 250 миллионов югославских динаров, что являлось предметом множества критики .